# 立陶宛天主教會記事
《立陶宛天主教會記事》（簡稱LKB kronika）是蘇聯立陶宛蘇維埃社會主義共和國著名的一份秘密出版物，1972年3月19日至1989年3月19日由立陶宛的天主教神父與修女發行，首期主編為西吉塔斯·坦克維休斯，共發行了81期，為模仿莫斯科的地下刊物《時事記事》，其報導也常被《時事記事》轉載。此報刊以蘇聯對立陶宛天主教會的迫害為主題，但也有報導蘇聯政府其他侵犯人權的行為，也收錄一些自俄語或烏克蘭語翻譯成立陶宛語的文章。
《立陶宛天主教會記事》的作者與編輯常面臨克格勃逮補、審問與關押的威脅，1973年至1983年間共有17人被捕，包括2名神父、4名修女與11名非宗教人士 。報刊中的文章多語調悲觀，反映了當時立陶宛人的受困心態。《立陶宛天主教會記事》使用打字機編輯，並使用自製簡易機械印刷，因此初版皆僅有100至300份 ，但在許多俄羅斯異議人士與西方人士幫助下，此報刊得以穿越鐵幕而在西方國家被翻譯出版，且在梵蒂岡廣播電台、美国之音與自由欧洲电台／自由电台播放。
烏克蘭希臘禮天主教會受《立陶宛天主教會記事》啟發，於1984年至1987年也發行了地下刊物《烏克蘭天主教會記事》。

## 外部連結
- Full-text archives of the Chronicle in English （页面存档备份，存于）（英文版《立陶宛天主教會記事》）
- The Chronicle of the Catholic Church in Lithuania by Archbishop Sigitas Tamkevicius, SJ